# 뉴욕 주의회

뉴욕 주의회(New York State Legislature)는 미국 뉴욕주의 주 입법부 역할을 하는 두 개의 의회, 즉 뉴욕주 상원과 뉴욕주 하원으로 구성된다. 뉴욕 헌법은 두 집의 공식 용어를 지정하지 않는다. 단지 국가의 입법권이 "상원과 의회에 귀속된다"고만 명시되어 있을 뿐이다. 의회에서 통과된 당회법은 뉴욕의 공식 법률에 게재된다. 일반적인 성격의 뉴욕 영구법은 뉴욕 통합법(Consolidated Laws of New York)에 성문화되어 있다. 2021년 1월 기준, 민주당은 뉴욕주 의회 양원에서 압도적인 다수당을 보유하고 있으며, 이는 미국에서 가장 많은 급여를 받는 주 의회이다.
국회의원 선거는 매년 짝수년 11월에 치러진다. 하원의원과 상원의원 모두 임기는 2년이다.
양원의 의원이 되려면 미국 시민이어야 하며, 선거 전 최소 5년 동안 뉴욕주에 거주했고, 선거구에서 최소 1년 동안 거주해야 한다.
의회는 150명의 회원으로 구성된다. 이들은 각각 단일 회원 지구에서 선출된다. 뉴욕 헌법은 상원 의석 수를 다양하게 허용한다. 2014년 기준 상원의석은 63석이다.

## 같이 보기
- 기번스 대 옥덴 사건